# Alerte rouge (Buck Danny)
Alerte Rouge est la sixième histoire des aventures de la série Buck Danny "Classic". Elle est publiée sous forme d'album en 2019. L'histoire est scénarisée par Frédéric Zumbiehl et dessinée par Jean-Michel Arroyo.

## Univers

### Synopsis
L'action d' Alerte rouge en pleine Guerre froide, c'est la deuxième partie d’un diptyque commencé avec l'album Opération rideau de fer (2018).
Poursuivis par des chiens en pleine Allemagne de l'est, Buck, Tumbler et Sonny arrivent à voler un side-car de la Volkspolizei. Ils sont alors poursuivis par des MiG-21 et enfin l'hélicoptère Mi-2 de Marcus Wolf. Ils disparaissent en coulant leur monture dans la rivière Sprée au bord d'une usine. La CIA est mise au courant du fiasco de l'opération.
En RDA, Buck et ses deux ailiers ont pris refuge dans une péniche. Ils sont découverts par son capitaine mais celui-ci est plutôt content de les protéger. En utilisant une loupe du bord, ils découvrent la capacité de bombardement atomique du supersonique dans un microfilm. Par conséquent, le groupe se sépare, Buck se dirige vers la Pologne tandis que Sonny et Tumbler suivront la rivière vers Berlin Est. 
En Californie, Slim est viré du programme et rejoint des espions russes pour leur servir de pilote d'essai.

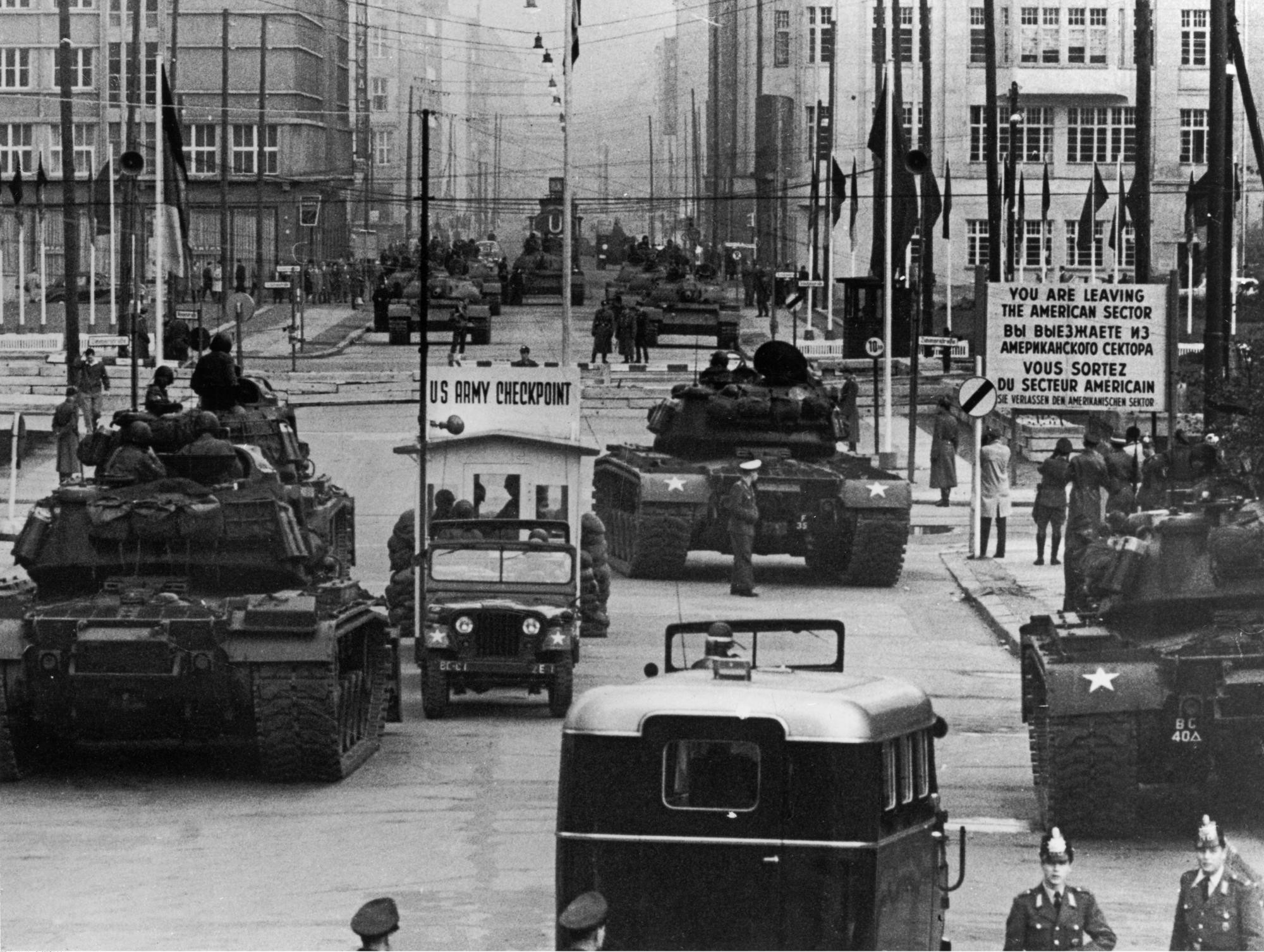
Les chars M48 Patton de l'armée américaine affrontent les chars T-55 soviétiques, Berlin 27 octobre 1961. Photo reprise dans l'album

Sonny et Tumbler arrivent à Berlin le 27 octobre 1961 alors que les chars se font face de chaque côté du checkpoint Charlie. De son côté Buck cherche à gagner l'URSS et aller saboter, dans une mission suicide, le prototype du Tsibine directement sur place. Des polonais à partir de Gdansk l’emmènent à Kaliningrad d'où il prend un train vers Leningrad. Puis, aidé par des espions locaux, se dirige en voiture vers la base de l'OKB-256 où il se faufile à bord d'un chargement de charbon. A l'intérieur de la base lourdement gardée, il manque de se faire écraser par Pavel Tsibine lui-même. Celui-ci ayant peur du déclenchement d'une guerre atomique, désire que Buck vole un des prototypes pour s'enfuir et il détruira le dernier. 
A berlin est, Sonny et Tumbler aidés par des opposants est-allemands, construisent deux planeurs pour passer au-dessus du mur. Il rejoignent ainsi Berlin-Ouest sous les yeux de la Stasi.
A l'aube, Tsibine cache Buck dans son coffre et pénètre dans le hangar des prototypes. Mais Lady X est sur les lieux et met en joue Buck, celui-ci est étonné de la voir vivante après l'avoir cru morte bombardée au napalm au Vien-Tan . Mais Tsibine la met à son tour en jour et permet à Buck d'embarquer. Il a tout juste le temps de sortir l'avion que Lady X se délivre et tire sur Tsibine en alertant la base sur le vol de l'appareil. Buck décolle de justesse sous les tirs des russes et vole vers l'ouest à MACH 2,5. 
Arrivé à Berlin, Buck pris pour un russe est pris en chasse par les F-104 de Ramstein dès qu'il passe la frontière. Buck évite les missiles Sidewinder puis sort ses trains d'atterrissage en signe de paix et en enlevant son casque se fait reconnaitre de ses coéquipiers. Il atterrit à Ramstein mais annonce malheureusement que le second prototype est toujours intact.
En URSS, Lady X et Yenitsev visitent Tsibine en prison puis décident d'armer le dernier prototype avec une bombe nucléaire afin de déclencher une guerre atomique avant que Khroutchev soit mis au courant de la fuite du premier appareil.
A Ramstein, Sonny et Tumbler ont rejoint Buck qui décide d'adapter des fusées JATO sur son F-104 pour tenir tête à l'attaque imminente de Lady X. Celle-ci apparait alors pour bombarder Ramstein et déjoue les missiles américains, mais Buck se faufile derrière, caché par la fumée des missiles puis se place en position d'attaque aidé par ses fusées. L'avion de lady X est détruit par deux missiles, puis s'écrase en Allemagne de l'est. De retour, Buck fête avec ses coéquipiers leur victoire.
A Langley, le faux Iarmolenko est arrêté pour espionnage et Slim démantèle un réseau d'agent qui voulaient l’emmener à Cuba. En URSS Tsibine est réhabilité et Yenitsev emprisonné. Malgré des recherches le corps de Lady X n'est pas retrouvé.

### Avions
- Mikoyan-Gourevitch MiG-21
- Mil Mi-2
- Tsybin R-020
- North American F-100 Super Sabre
- Douglas C-118 Liftmaster
- Lockheed F-104 Starfighter
- Lockheed YF-12

### Personnages
- Lady X

## Historique
L'action d' Alerte rouge, se déroule en 1961, en pleine Guerre froide,